# Як слониха впала з неба
«Як слониха впала з неба» (англ. The Magician's Elephant) — дитячий роман, написаний американською письменницею Кейт ДіКамілло та виданий 8 вересня 2009 року з ілюстраціями від Йоко Танака.

## Синопсис
Пітер Авґуст Дюшен має багато запитань, але є одне, на яке він найбільше хоче отримати відповідь: «Чи його сестра ще жива? І якщо так, то як він може її знайти?» Відповідь, яку він отримує від ворожки на ринковій площі міста Балтезе, — це відповідь, в яку він повинен навчитися вірити. «Слон! Слон приведе його туди!»

## «Light & Night»
У рамках промоції книги Candlewick замовили пісню інді-гурту Tally Hall та співачці та авторці пісень Неллі Маккей. Пісня під назвою «Light & Night» була включена як код для завантаження з копіями книги, придбаними в магазинах Walmart. У 2022 році лейбл Needlejuice Records перевидав «Light & Night» (укр. «Світло та ніч») на вініловому синглі разом із «Turn The Lights Off» (укр. «Вимкніть світло»), щоби супроводжувати перевидання «Good & Evil» (укр. «Добро й зло»).

## Адаптації

### Театр
Сценічна музична версія Ненсі Гарріс і Марка Тейтлера дебютувала в Королівській шекспірівській компанії під час зимового сезону 2021 року.

### Кіно
У 2009 році повідомлялося, що студія Fox планує екранізувати «Як слониха впала з неба», продюсером якого буде Джулія Пістор. 15 грудня 2020 року Netflix придбала права на екранізацію книги, режисеркою якої стане Венді Роджерс, а продюсеркою — Джулія Пістор. Того ж дня Netflix також оголосив, що Ноа Джуп, Бенедикт Вонґ, Піксі Девіс, Сіан Кліффорд, Браян Тайрі Генрі, Менді Патінкін, Наташа Деметріу, Дон Френч, Аасіф Мандві, Міранда Річардсон і Кірбі Гавелл-Батіст приєдналися до акторського складу фільму.